# Kern András
Kern András (Budapest, 1948. január 28. –) Kossuth- és Jászai Mari-díjas magyar színművész, rendező, író, énekes, humorista, érdemes és kiváló művész, a Halhatatlanok Társulatának örökös tagja.

## Életpályája
Édesapja Kern István könyvelő, író (Csata a hóban címmel ifjúsági regénye jelent meg 1963-ban), édesanyja Lusztig Livia holokauszt-túlélő.
A Sziget utcai általános iskolába járt (ma a XIII. kerületi Radnóti utca 8-10. szám alatti Gárdonyi Géza Általános Iskola), középiskolai tanulmányait 1962 és 1966 között a Váci út 21. szám alatti Bolyai János Általános Gimnáziumban (ma Bolyai János Műszaki Technikum és Kollégium) végezte.
Már 1958-ban szerepelt mint gyermekszínész a Kaland az Állatkertben című rövid játékfilmben (rendező: Kazán István). Az 1962-es Ki mit tud-on tűnt fel paródia-számával, amelyet osztálytársával, Pintér Gáborral adott elő. Három évvel később, 1965-ben (mindössze 17 évesen) egyik barátjával forgatott amatőr filmje, a Mi lesz? elnyerte a XIII. Országos Amatőr-film Fesztivál fődíját.
1970-ben végzett a Színház- és Filmművészeti Főiskolán, majd a Vígszínházhoz szerződött. Azóta a társulat tagja.
Számos filmben szerepelt, rendszeresen ír és lép fel a Rádiókabaréban, több népszerű tévéműsor vendége (Heti Hetes, Activity Show). Woody Allen állandó magyar szinkronhangja.

## Magánélete
1976-ban egy filmforgatáson ismerkedett meg a feleségével, (születési nevén) Kováts Judittal, ahol Kern András a narrátori szerepben tűnt fel a Szász Péter rendezte Lincoln Ábrahám álmai c. tévéfilmben, míg a leendő ara, aki már akkor özvegy volt, asszisztensként dolgozott a filmnél. 1977-ben született Tamás fiuk, aki többször is szerepelt a médiában édesapja társaságában, azonban 17 évesen betegségben elhunyt.

## Legismertebb paródiái

### A rádióban
- Evőolimpia
- Taxi
- Kőműves Kelemen (Nemzetközi Kőművesverseny)
- Halló, Belváros! (NDK-turmixgép)
- Halló, itt vagyok
- Guváti

### A tévében
- Híradó 90 Szilveszter (Koltai Róberttel közösen, 1990)
- Híradó Szilveszteri különkiadás (1994)
- Bokros, a főgonosz (1995)
- Nekem ezek mesélhetnek (a Magyar Televízió műsorainak paródiája, 1997)

## Színházi szerepei
- Miller: Közjáték Vichyben... Fiú; Monceau
- William Shakespeare: Rómeó és Júlia... Sámson
- Krúdy Gyula: A vörös postakocsi... Álmodozó szerelmes a füredi bálon
- Osztrovszkij: Jövedelmező állás... I. Tisztviselő
- Móricz Zsigmond: Légy jó mindhalálig... Böszörményi
- Szép Ernő: Azra... Almancur
- Thurzó Gábor: Meddig lehet angyal valaki
- Szép Ernő: Vőlegény... Papa
- Maugham: Színház... Roger Gosselyn
- Csehov: Három nővér... Tuzenbach
- Gyárfás Miklós: Játszik a család... Feri
- Gilbert: Házasságszédelgő... Törvényszolga
- Svarc: Hókirálynő... Holló
- Simon: Hotel Plaza... Borden Eisler; Boy
- Móra Ferenc: Rab ember fiai... Vöcsök
- Ödön von Horváth: Mesél a bécsi erdő... Tündérkirály; Erich
- Galambos Lajos: Fegyverletétel... Segédhóhér
- Euripidész: Alkésztisz... Pherész
- Brecht: Rettegés és ínség a harmadik birodalomban
- Gyurkovics Tibor: Nagyvizit... István
- Schwajda György: Palamédesz... Odüsszeusz
- Katajev: A kör négyszögesítése... Jemelján
- Déry Tibor-Pós Sándor: Képzelt riport egy amerikai popfesztiválról... A fiú
- Eörsi István: Széchenyi és az árnyak... Ferenc József (árny)
- Rabe: Bot és gitár... Rick
- Szirmai-Szilágyi: Harmincéves vagyok
- Shaw: Szent Johanna... Dauphin
- Skvarkin: Próbababa... Jása
- Karinthy-Kaposy: Minden másképpen van
- Csurka István: Versenynap... Tippszter
- Ken Kessey: Kakukkfészek... Billy Bibbit
- Dosztojevszkij: Bűn és bűnhődés... Raszkolnyikov; Porfirij Petrovics
- Arisztophanész: Plutosz... Plutosz; Penia
- Bereményi Géza: Légköbméter... Kiskatona
- William Shakespeare: Minden jó, ha vége jó... Lavache
- Heller: A 22-es csapdája... Yossarian
- Vámos Miklós: Háromszoros vivát!... Krónikás
- Vampilov: Vadkacsavadászat... Kuzakov
- Örkény-Valló: In memoriam Ö.I
- Gyurkovics Tibor: Isten bokrétája... Lázár Jenő
- Füst Milán: A sanda bohóc... Goldnágel Efráim
- Bertolt Brecht-Weil: Koldusopera... Peacock; Bicska Maxi; A kolduskirály
- Örkény István: Forgatókönyv... Marosi újságíró
- Székely János: Vak Béla király... Könyves Kálmán
- Füst Milán: A zongora... Neumann Gerő
- Füst Milán: A lázadó... Sándor
- Georges Feydeau: A balek... Vatelin
- Frayn: Ugyanaz hátulról... Lloyd
- Woody Allen: Játszd újra, Sam!... Allen Félix
- Weöres Sándor: A kétfejű fenevad, avagy Pécs 1868-ban
- Ion Luca Caragiale: Farsang... Jocó
- Schisgal: Gépírók... Paul
- Schisgal: Kínaiak... Chester
- Mitta-Dunszkij: Ragyogj, ragyogj, csillagom!... Mokiszin
- Rejtő Jenő-Schwajda György: A láthatatlan légió... Vanek B. Eduard
- Molnár Ferenc: Az ibolya... Igazgató; Szolga
- Lengyel Menyhért: Az árny... A színház igazgatója
- Gray: Kicsengetés... Mark Sackling
- Schisgal: Szerelem, óh!... Milt
- Dosztojevszkij: Ördögök... Pjotr Verhovenszkij
- Szilágyi László: Csókos asszony... Kubanek
- Sütő András: Az álomkommandó... Manó; Hoffmann Juliusz
- Juhász-Valló: Blüett
- Dunai Ferenc: A nadrág... Igazgató
- Gorkij: Éjjeli menedékhely... Szatyin
- Schnitzler: Körmagyar... Milliomos
- Ibsen: Nóra... Rank doktor
- Koestler: Sötétség délben... Rubasov
- Barillet-Grédy: A kaktusz virága... Julien
- William Shakespeare: Harmadik Richárd... Richárd
- Molière: A képzelt beteg... Argan
- Molnár Ferenc: Játék a kastélyban... Turai
- William Shakespeare: Ahogy tetszik... Jaques
- Paul Pörtner: Hajmeresztő... Victor Rosetti
- Dürrenmatt: A Nagy Romulus... Nagy Romulus
- Strindberg: Haláltánc... Kurt
- Turgenyev: Egy hónap falun... Rakityin
- William Shakespeare: Shakespeare összes (Rövidítve) - SÖR
- Stoppard: Ez az igazi... Henry
- Szomory Dezső: Hermelin... Dr. Plundrich Károly
- Ray Cooney: A miniszter félrelép... Richard Willey
- Hašek: Švejk... Svejk
- Kern András: Szent István Krt. 14
- Elton: Popcorn... Bruce
- Francis Veber: Balfácánt vacsorára... Pierre
- Neil Simon: Furcsa pár... Félix Unger
- Arthur Miller: Az ügynök halála... Willy Loman
- Keroul-Barré: Léni néni... Miradoux
- Gorkij: Nyaralók... Szergej Bazsov
- Halász Imre: Egy csók és más semmi... Dr. Sáfrány
- Kern András: Spencer... Spencer Tracy
- Grumberg: Varrónők... Leon
- Gogol: A revizor... Anton Antonivics Szkvoznyik-Dmuhanovszkij
- Carlo Goldoni: A kávéház... Don Marzio
- Mayenburg: Haarmann... Haarmann
- Hanoch Levin: Az élet, mint olyan... Yona
- Csehov: Cseresznyéskert... Firsz
- Wedekind: Lulu... Dr. Franz Schöning
- Parti Nagy Lajos: A kellékes... A kellékes
- Molnár Ferenc: Egy, kettő, három... Norrison
- Simon: A 88. utca foglyai... Mel
- Reza: Az öldöklés istene... Alain Reille
- Bernhard: A színházcsináló... Bruscon
- Spiró György: Kvartett... Vendég
- William Shakespeare: A velencei kalmár... Shylock, a zsidó bankár
- Molnár Ferenc: A testőr... A kritikus
- Hanoch Levin: Átutazók... Alberto Pinkusz

## Filmjei

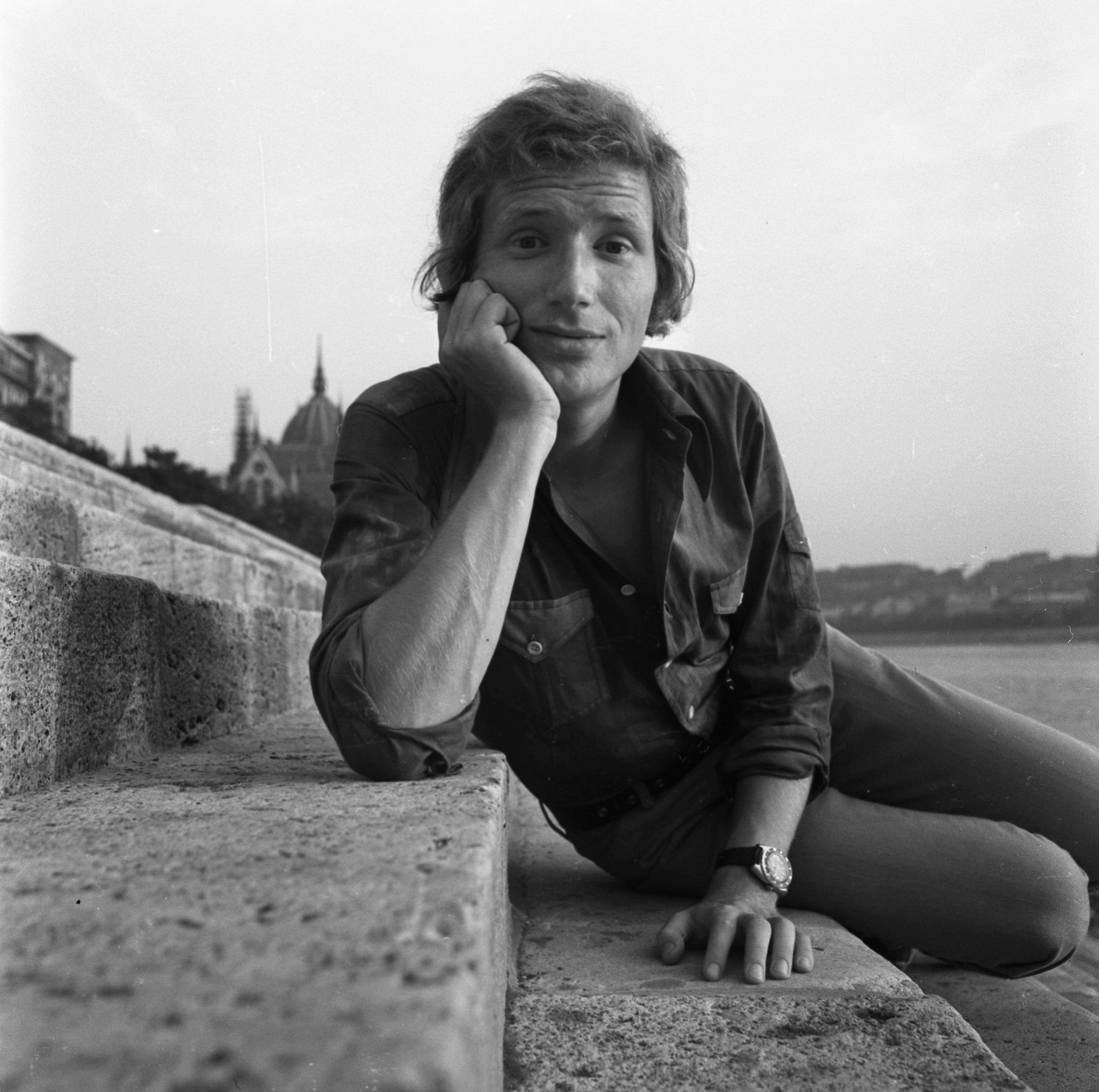
Kern András (1974)

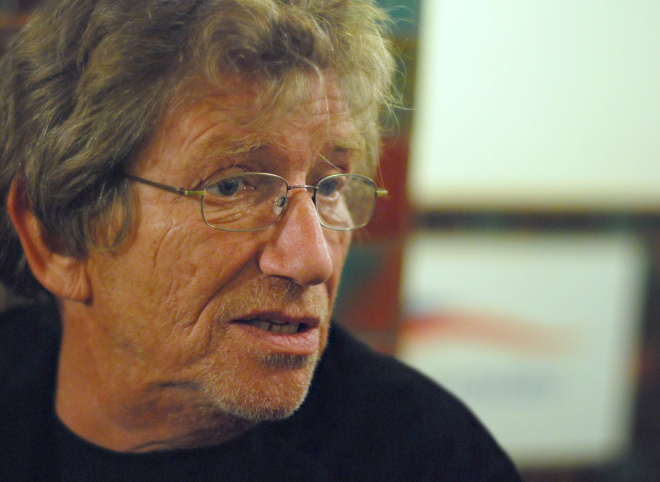
Kern András portréja. Fotó: Juhász László

### Játékfilmek
- Kaland az Állatkertben (1958; rövid játékfilm)
- A kurucok földjén – Országjáró úttörők a Zemplénben  (1960)
- Hogy állunk, fiatalember? (1963) – Perczel Pista
- A pénzcsináló (1964) – Vasadi Gábor
- Húsz óra (1965) – Ifj. Kocsis Béni
- Játék a múzeumban (1965)
- Nem (1965)
- Aranysárkány (1966)
- Utószezon (1966)
- Egri csillagok 1-2. (1968) – Kukta
- Fényes szelek (1968) – Gimnazista
- A halhatatlan légiós, akit csak péhovárdnak hívtak (1970) – Hadnagy
- N.N., a halál angyala (1970) – Zsebők Ferenc, egyetemista
- Kapaszkodj a fellegekbe! (1971) – Szeifert
- Sárika, drágám (1971) – Bóna Péter, filmrendező
- Végre, hétfő! (1971) – Nagy Gábor
- Fuss, hogy utolérjenek! (1972) – Fiatal rendező
- Plusz-mínusz egy nap (1972) – Őrvezető
- Itt járt Mátyás király (1973) – Mujkó, a király bolondja
- Ki van a tojásban? (1973) – Könyökvédős
- Régi idők focija (1973) – Kövesdi, tartalék
- 141 perc a befejezetlen mondatból (1974) – Géza (Kesztyűs)
- Déryné, hol van? (1975) – Fiatal színész
- Herkulesfürdői emlék (1975) – Ács István
- Szerelem bolondjai (1976) – Szatmári
- Defekt (1977) – Gedeon, nyomozó
- Szabadíts meg a gonosztól! (1978) – Adorján András
- Ripacsok (1981) – Salamon András
- Hanyatt-homlok (1983) – Deák Ferenc
- Szerencsés Dániel (1983) – Kapás
- Te rongyos élet (1983) – Guthy Róbert, rendező
- Királygyilkosság (1984) – Marabutó felügyelő
- Szemenszedett igazság (1984)
- Békestratégia (1985)
- Idő van (1985) – Hajléktalan
- Képvadászok (1985) – Richter
- Elysium (1986)
- Amerikából jöttem (1988)
- Küldetés Evianba (1988) – Grünwald, színész
- Vörös vurstli (1988)[13] – Dr. Maros
- Ébredés (1994) – Apa
- Minden úgy van, ahogy van (1994; rövid játékfilm)
- Szeressük egymást, gyerekek! (1996) – Férfi
- Sztracsatella (1996) (rendező is) – Galló Tamás, karmester
- A miniszter félrelép (1997) (rendező is) – Vitt Péter
- Apa győz (1997; rövid játékfilm)
- 6:3, avagy játszd újra Tutti (1998) – Béry, író
- Meseautó (2000) – Péterffy Tamás
- Csocsó, avagy éljen május elseje! (2001) – Tömő, főelvtárs
- Chacho Rom (2000)
- Apám beájulna (2003) – Thomas
- Csudafilm (2005) – Nikos
- Egy szoknya, egy nadrág (2005) – Gács Kálmán
- Metamorfózis (2006) – Alexevis testvér
- Casting minden (2008) – Novai Rezső
- Halálkeringő (2010) – Rusty
- Gondolj rám (2016) (rendező is) – Dr. Borlai Miklós[14]
- Ma este gyilkolunk (2024) – Tolnai Tivadar

### Tévéfilmek
- Mélyrétegben (1967)
- Az ember tragédiája (1969)
- Tizennégy vértanú (1970)
- A bűnös (1971)
- Az elsőszülött (1973) – Szilvin
- Ősbemutató (1973)
- Zenés TV Színház: Örökzöld fehérben feketében 1-2. (1974) – Régiségkereskedő
- Állítsátok meg Arturo Uit! (1975)
- Finish: Avagy Álmom az életem túlélte (1975) – Sintér #1
- Ügyes ügyek (1975) – Fjodor
- Optimista tragédia (1976) – Vajnonen
- Lincoln Ábrahám álmai (1976) – Narrátor (hang)
- A protektor (1976; rövid tévéjáték) – Pálóczy Viktor
- A Glembay család (1977)
- A szerelem bolondjai (1977)
- Égszakadás, földindulás (1977)
- Mire a levelek lehullanak… (1978)
- A korona aranyból van (1979) – Chastelard, a királynő titkára
- Léda – Egy farsangi éj komédiája (1979)
- Rusticus imperans, avagy András kovács királysága (1979)
- Saroküzlet (1979) – Moran
- Glembay Ltd. 1-2. (1980)[15] – Puba Fabriczy
- Hosszú levél (1980) – Kereszti Nándi
- Közjáték Vichyben (1980) – Lebeau
- Lóden-Show (1980; rövid tévéjáték)
- Maskarák (1980)
- A természet lágy ölén (1981)
- Csillagűzött szerető (1981)
- Amiről a pesti Broadway mesél (1982)
- Atomzsarolás (1982) – Seamus O’Leary
- Nápolyi mulatságok (1982)
- Viaszfigurák (1983)
- Rafinált bűnösök (1984)[16] – Stendler úr
- Parancsra tettem (1985) – Ügyvéd
- Szemenszedett igazság (1985) – Hector Revalier
- Televáró (1985)
- Tizenötezer pengő jutalom (1985) – Spitzer
- Üvegvár a Mississippin (1985)[17] – Pierre Massarent
- Vigyázat, mélyföld! (1986)
- Illatszertár (1987) – Asztalos
- Zsúfolt vonat (1987; rövid tévéjáték) – Ficzek
- Az angol királynő (1988) – Felügyelő
- A megközelíthetetlen (1989) – Couthon
- Alapképlet (1989)
- Csalással nem! (1989) – Bölcskei László
- Szakíts helyettem (1991)
- Így írtok ti (1994)
- Szemben a Lánchíd oroszlánja (1994)
- A főgonosz – Áldokumentumfilm dr. Bokros Lajosról (1995) (író is)
- Aranyoskáim (1996) – Salamon Béla
- Bulvár (2010) – Zebegény

### Tévésorozatok
- Bors (1968) – Surányi
- Az öreg bánya titka 1-5. (1972) – Pirosfej tizedes
- Hosszú utazás 1-4. (1975)
- Mire megvénülünk (1978) 1-6. – Gyáli Pepi
- A tenger 1-6. (1982) – Palánkai Emil
- Faustus doktor boldogságos pokoljárása (1982)
- Szimat Szörény, a szupereb (1988) – Szimat Szörény; Dobi kapitány; További szereplők
- Szeszélyes évszakok (1989)
- Privát kopó (1992) – Simon
- Komédiások – Színház az egész… (2000) – Keserű László, főrendező
- Kávéház (2001) – Sanyi
- Lili (2003) – Sydney

### Ötvös Csöpi és Kardos doktor filmek
- A Pogány Madonna (1980) – Dr. Kardos Tibor
- Csak semmi pánik (1982) – Dr. Kardos Tibor
- Az elvarázsolt dollár (1985) – Dr. Kardos Tibor
- Hamis a baba (1991) – Dr. Kardos Tibor
- Zsaruvér és Csigavér I.: A királyné nyakéke (2001) – Dr. Kardos Tibor
- Zsaruvér és Csigavér II.: Több tonna kámfor (2002) – Dr. Kardos Tibor
- Zsaruvér és Csigavér III.: A szerencse fia (2007) – Dr. Kardos Tibor

### Rajz- és animációs filmek
- A Mézga család különös kalandjai 2-13. (1969) – Dugó (hang)
- Kukori és Kotkoda II. (1971) – Műsorvezető (hang)
- Frakk, a macskák réme II. (1972) – Pletykás szürke kandúr (hang)
- Mézga Aladár különös kalandjai (1972) – TV-bemondó (hang)
- Kérem a következőt! (1973-1983) – További szereplők (hang)
- A legkisebb ugrifüles I. (1975) – Csíkos macska; Kandúr; Cincér (hang)
- Lúdas Matyi (1976) – Felnőtt Lúdas Matyi (hang)
- Pityke (1979) – Pityke (hang)
- Szaffi (1984) – Botsinkay Jónás (hang)
- Éljen Szervác! (1986) – Keselyű (hang)
- Macskafogó (1986) – Buddy (hang, énekhangja: Tóth János Rudolf)
- Szerencsi, fel! (2003-2004) – Tamás (hang)
- Macskafogó 2. – A sátán macskája (2007) – Buddy (hang)

## Szinkronszerepei

### Filmek
| Év   | Cím                                                                          | Szereplő                                               | Színész                | Szinkron év |
| ---- | ---------------------------------------------------------------------------- | ------------------------------------------------------ | ---------------------- | ----------- |
| 1932 | Fanny                                                                        | A fűtő                                                 | Marcel Maupi           | 1974        |
| 1936 | César                                                                        | A fűtő                                                 | Marcel Maupi           | 1974        |
| 1937 | Vidám tragédia                                                               | William Kramp                                          | Jean-Louis Barrault    | 1982        |
| 1940 | Broadway Melody                                                              | Johnny Brett                                           | Fred Astaire           | 1977        |
| 1941 | Az év asszonya                                                               | Sam Craig                                              | Spencer Tracy          | 1994        |
| 1948 | Louisianai történet                                                          | A fiú                                                  | Joseph Boudreaux       | 1965        |
| 1953 | Most és mindörökké                                                           | Angelo Maggio közlegény                                | Frank Sinatra          | 1987        |
| 1954 | A vidéki lány                                                                | Frank Elgin                                            | Bing Crosby            | 1992        |
| 1955 | Udvari bolond (2. magyar szinkron)                                           | Hubert Hawkins                                         | Danny Kaye             | 1990        |
| 1956 | 80 nap alatt a Föld körül (2. magyar szinkron)                               | Mr. Fix                                                | Robert Newton          | 1989        |
| 1956 | A két szeleburdi                                                             | Toni                                                   | Bernd Kuss             | 1960        |
| 1956 | A párizsi Notre Dame (2. magyar szinkron)                                    | Claude Frollo                                          | Alain Cuny             | 1992        |
| 1957 | Tricikli                                                                     | N/A                                                    | N/A                    | 1978        |
| 1957 | Eroica                                                                       | Dzidzius Gorkiewicz                                    | Edward Dziewoński      | 1982        |
| 1959 | A híd                                                                        | Karl Horber                                            | Karl Michael Balzer    | 1965        |
| 1959 | A kis csalogány                                                              | N/A                                                    | N/A                    | 1961        |
| 1959 | Az édes élet                                                                 | Mario, paparazzo                                       | Walter Santesso        | 1972        |
| 1959 | Az ordító egér (2. magyar szinkron)                                          | Gloriana hercegnő / Miniszter / Tully Bascombe         | Peter Sellers          | 1983        |
| 1959 | Megmentett nemzedék                                                          | Dolgov                                                 | Szasa Barabanov        | 1960        |
| 1960 | A francia nő és a szerelem                                                   | Monsieur Victor                                        | Jacques Duby           | 1971        |
| 1961 | Az elhagyott férj                                                            | Harry Flössel                                          | Wolfgang Obst          | 1963        |
| 1961 | Fáklyásmenet                                                                 | N/A                                                    | N/A                    | 1978        |
| 1962 | A tizenhatodik tavasz                                                        | Szlávka                                                | Vlagyimir Gogolinszkij | 1966        |
| 1962 | Az élet kapujában                                                            | Vologya Jakubovics                                     | Borisz Tokarev         | 1963        |
| 1962 | Gombháború                                                                   | Lebrac                                                 | André Treton           | 1963        |
| 1962 | Maigret felügyelő – III/7. rész: A szennyes ház                              | Georges Henry                                          | Christopher Sandford   | 1971        |
| 1962 | Szása                                                                        | Jova                                                   | Severin Bijelić        | 1963        |
| 1962 | Transzport a paradicsomból                                                   | N/A                                                    | N/A                    | 1963        |
| 1963 | A bőrkabátos fiúk (1. magyar szinkron)                                       | Reggie                                                 | Colin Campbell         | 1971        |
| 1963 | A hirtelenharagú fiatalember                                                 | Nyikolaj                                               | Hans Clarin            | 1973        |
| 1964 | Az aranyfej                                                                  | Harold Stevenson                                       | Denis Gilmore          | 1964        |
| 1964 | Onibaba                                                                      | Szamuráj tábornok                                      | Uno Júkicsi            | 1976        |
| 1965 | Az ügyfél feje                                                               | N/A                                                    | N/A                    | 1975        |
| 1965 | Senki sem akart meghalni                                                     | Ionasz                                                 | Juozasz Budrajtyisz    | 1975        |
| 1966 | Andrej Rubljov                                                               | Andrej Rubljov                                         | Anatolij Szolonyicin   | 1977        |
| 1966 | Riporterek gyöngye (1. magyar szinkron)                                      | Norman Shields / Emily, az anyja / Wilfred, a nagyapja | Norman Wisdom          | 1979        |
| 1967 | Tanár úrnak szeretettel (1. magyar szinkron)                                 | Potter                                                 | Chris Chittell         | 1969        |
| 1968 | A munka megszállottja                                                        | Valentine Brose                                        | David Warner           | 1977        |
| 1968 | A nagyon szomorú királylány (1. magyar szinkron)                             | Václav herceg                                          | Václav Neckář          | 1974        |
| 1968 | Lány a pisztollyal (2. magyar szinkron)                                      | John                                                   | Anthony Booth          | 1977        |
| 1968 | Rómeó és Júlia (első-két magyar szinkron)                                    | Mercutio                                               | John McEnery           | 1970        |
| 1968 | Rómeó és Júlia (első-két magyar szinkron)                                    | Mercutio                                               | John McEnery           | 1981        |
| 1969 | Bűn és bűnhődés                                                              | Pincérfiú                                              | Vlagyimir Noszik       | 1970        |
| 1969 | Erotissimo                                                                   | Bernard                                                | Dominique Maurin       | 1970        |
| 1969 | Győzni Indianapolisban (1. magyar szinkron)                                  | Charley                                                | Richard Thomas         | 1977        |
| 1969 | Légyfogó                                                                     | N/A                                                    | N/A                    | 1969        |
| 1969 | Szerelmem, Valparaiso                                                        | Ricardo                                                | Rigoberto Rojo         | 1972        |
| 1970 | A fekete farmer (1. magyar szinkron)                                         | N/A                                                    | N/A                    | 1972        |
| 1970 | Élt egyszer egy énekes rigó                                                  | Gia Agladze                                            | Gela Kangyelaki        | 1976        |
| 1970 | Négy gyilkosság elég lesz, kedvesem!                                         | Godman, a diák                                         | N/A                    | 1971        |
| 1970 | Szóló                                                                        | Ilkov                                                  | Alekszej Zajcev        | 1975        |
| 1971 | A három jóbarát (1. magyar szinkron)                                         | Smoc                                                   | Amidou                 | 1975        |
| 1971 | A siker lovagjai                                                             | N/A                                                    | N/A                    | 1972        |
| 1971 | Anyakönyvvezető – Tessék belépni!                                            | Roland Lenz                                            | Mathis Schrader        | 1972        |
| 1971 | Egy év házasság                                                              | Bernie                                                 | Bob Balaban            | 1975        |
| 1971 | Jaj, ez a kislány!                                                           | Szása Zsarikov                                         | Alekszandr Haritonov   | 1972        |
| 1971 | Mortadella (1. magyar szinkron)                                              | Jock Fenner                                            | William Devane         | 1978        |
| 1971 | Tudósítás az alvilágból                                                      | N/A                                                    | N/A                    | 1973        |
| 1972 | A stadion őrültjei (1. magyar szinkron)                                      | Phil                                                   | Gérard Filippelli      | 1976        |
| 1972 | Csendesek a hajnalok                                                         | Táborozó fiú #1                                        | N/A                    | 1973        |
| 1972 | Hatan hetedhét országon át (1. magyar szinkron)                              | N/A                                                    | N/A                    | 1973        |
| 1972 | Illumináció                                                                  | Franciszek Retman                                      | Stanisław Latałło      | 1974        |
| 1972 | Lányarcok tükörben                                                           | Rendező                                                | Sándor Pál             | 1972        |
| 1972 | Veronika és a bűvös zsák                                                     | N/A                                                    | N/A                    | 1974        |
| 1973 | Amerikai éjszaka                                                             | Alphonse                                               | Jean-Pierre Lèaud      | 1975        |
| 1973 | Barátságos arcot kérek!                                                      | N/A                                                    | N/A                    | 1975        |
| 1973 | Csoda a 34. utcában                                                          | Dr. Sawyer                                             | Roddy McDowall         | 1975        |
| 1973 | De hová tűnt a 7. század?                                                    | Mesélő (hang)                                          | N/A                    | 1976        |
| 1973 | Gawain és a zöld lovag                                                       | Seneschal                                              | Murray Melvin          | 1975        |
| 1973 | Ilyenek voltunk                                                              | Frankie McVeigh                                        | James Woods            | 1978        |
| 1973 | Penny Gold                                                                   | Van Der Meij                                           | Clinton Greyn          | 1974        |
| 1973 | Vágtass, lovam!                                                              | Ferapont, fiatal kozák                                 | Anatolij Saljapin      | 1974        |
| 1974 | A játékos                                                                    | Axel Freed                                             | James Caan             | 1995        |
| 1974 | A négy muskétás, avagy a lepel lehull (1. magyar szinkron)                   | N/A                                                    | N/A                    | 1977        |
| 1974 | A négy muskétás, avagy majd mi megmutatjuk, bíboros úr! (1. magyar szinkron) | N/A                                                    | N/A                    | 1977        |
| 1974 | Dundiorr és társai                                                           | Puszinyuszi (hang)                                     | Gösta Ekman            | 1977        |
| 1974 | Gyorsított eljárás                                                           | Stefano Baldini                                        | Michele Placido        | 1975        |
| 1974 | Mérleg                                                                       | Jacek                                                  | Marek Piwowski         | 1976        |
| 1974 | Piedone 2.: Piedone Hongkongban                                              | Aranykezű                                              | Francesco De Rosa      | 1977        |
| 1975 | Az idősebb fiú                                                               | Vlagyimir Petrovics Buszigin                           | Nyikolaj Karacsencov   | 1977        |
| 1975 | Felragyog tiszta szép fényű csillag                                          | N/A                                                    | N/A                    | 1977        |
| 1975 | Méreggel                                                                     | Vendég a partin                                        | N/A                    | 1977        |
| 1975 | Monty Python: Gyalog galopp                                                  | Dennis / Sir Galahad / 2. Testvér                      | Michael Palin          | 1976        |
| 1977 | A híd túl messze van (1. magyar szinkron)                                    | Fuller őrnagy                                          | Frank Grimes           | 1986        |
| 1977 | A rém                                                                        | Valerio Barigozzi                                      | Johnny Dorelli         | 1990        |
| 1977 | Gondviselés                                                                  | Claude                                                 | Dirk Bogarde           | 1993        |
| 1977 | Játék az almáért                                                             | N/A                                                    | N/A                    | 1978        |
| 1977 | Wuthenow kapitány                                                            | N/A                                                    | N/A                    | 1978        |
| 1978 | Olyan, mint otthon                                                           | Novák András                                           | Jan Nowicki            | 1978        |
| 1978 | Óvakodj a törpétől (1. magyar szinkron)                                      | J.J. MacKuen, a törpe                                  | Billy Barty            | 1981        |
| 1979 | Indulatok                                                                    | Motoros                                                | Klaus Kinski           | 1994        |
| 1979 | Languszta reggelire                                                          | Enrico Tucci                                           | Enrico Montesano       | 1980        |
| 1980 | A vihar                                                                      | Trinculo                                               | Andrew Sachs           | 1982        |
| 1980 | Sörgyári capriccio                                                           | Pepin                                                  | Jaromír Hanzlík        | 1981        |
| 1981 | Tűzszekerek                                                                  | Sandy McGrath                                          | Struan Rodger          | 1982        |
| 1981 | Fitzcarraldo (2. magyar szinkron)                                            | Brian Sweeney Fitzgerald / Fitzcarraldo                | Klaus Kinski           | 1995        |
| 1984 | Az 512-es matróz                                                             | Mesélő (hang)                                          | Michel Piccoli         | 1995        |
| 1985 | Csak egy mozi                                                                | Péter, a rendező                                       | Jean-Pierre Lèaud      | 1985        |
| 1986 | Névházasság                                                                  | Felix                                                  | Daniel Olbrychski      | 1992        |
| 1989 | Papa, én nő vagyok                                                           | Doug Simpson                                           | Tony Danza             | 1990        |
| 1990 | Micsoda nő!                                                                  | Edward Lewis                                           | Richard Gere           | 1990        |
| 1991 | V, mint Viktória                                                             | Murray Ryerson                                         | Jay O. Sanders         | 1994        |
| 1998 | Dilisek vacsorája                                                            | Pierre Brochant                                        | Thierry Lhermitte      | 2000        |

### Sorozatok
| Év   | Cím                             | Szereplő       | Színész        | Szinkron év |
| ---- | ------------------------------- | -------------- | -------------- | ----------- |
| 1960 | Tom Sawyer kalandjai            | N/A            | N/A            | 1970        |
| 1968 | A négy páncélos és a kutya II.  | Német katona   | N/A            | 1971        |
| 1968 | Nana                            | Georges Hugon  | Peter Craze    | 1970        |
| 1972 | Columbo I. (1. magyar szinkron) | Roger Stanford | Roddy McDowall | 1975        |

### Rajz- és animációs filmek
| Év   | Cím                                           | Szereplő                                 | Szinkronhang     | Szinkron év |
| ---- | --------------------------------------------- | ---------------------------------------- | ---------------- | ----------- |
| 1943 | Tom és Jerry – 10. rész: A magányos egér      | Jerry lelkiismerete                      | Harry E. Lang    | 1988        |
| 1964 | Hahó! Megjött Maci Laci!                      | Bubu                                     | Don Messick      | 1982        |
| 1967 | A dzsungel könyve                             | Majom #5                                 | Leo De Lyon      | 1979        |
| 1968 | Sárga tengeralattjáró                         | Jeremy Hillary Boob                      | Paul Angelis     | 1977        |
| 1969 | Csizmás Kandúr                                | Csizmás Kandúr (Pero)                    | Isikava Szuszumu | 1976        |
| 1973 | Robinson és a kannibálok (1. magyar szinkron) | Pityóka / Pol                            | Horia Caciulescu | 1975        |
| 1976 | Csizmás Kandúr a világ körül                  | Csizmás Kandúr (Pero)                    | Nabe Oszami      | 1978        |
| 1978 | Rip Van Winkle                                | Rip Van Winkle (+ Usztics Mátyás (ének)) | Tim Conner       | 1989        |
| 1982 | Az idő urai                                   | Xul                                      | Alain Cuny       | 1983        |

### Rajz- és animációs sorozatok
| Év        | Cím                                       | Szereplő          | Szinkronhang    | Szinkron év |
| --------- | ----------------------------------------- | ----------------- | --------------- | ----------- |
| 1961-1963 | Frédi és Béni II-IV. (1. magyar szinkron) | További szereplők | N/A             | 1969-1977   |
| 1963-1965 | Ken, a farkasfiú                          | Ken               | Nisimoto Júdzsi | 1976        |
| 1987      | Eduárd és barátai                         | Egér Elemér       | N/A             | 1988        |

### Woody Allen
| Év   | Cím                                                                             | Szereplő                 | Szinkron év |
| ---- | ------------------------------------------------------------------------------- | ------------------------ | ----------- |
| 1965 | Mi újság, cicamica? (első-két magyar szinkron)                                  | Victor Shakapopulis      | 1985        |
| 1965 | Mi újság, cicamica? (első-két magyar szinkron)                                  | Victor Shakapopulis      | 1990        |
| 1969 | Fogd a pénzt és fuss! (1. magyar szinkron)                                      | Virgil Starkwell         | 1982        |
| 1972 | Amit tudni akarsz a szexről… (de sosem merted megkérdezni) (1. magyar szinkron) | Victor / Sperma / Bolond | 1984        |
| 1976 | A jónevű senki avagy a stróman                                                  | Howard Prince            | 1978        |
| 1977 | Annie Hall                                                                      | Alvy Singer              | 1980        |
| 1979 | Manhattan (első-két magyar szinkron)                                            | Isaac                    | 1981        |
| 1979 | Manhattan (első-két magyar szinkron)                                            | Isaac                    | 2001        |
| 1980 | Csillagporos emlékek (1. magyar szinkron)                                       | Sandy Bates              |             |
| 1982 | Szentivánéji szexkomédia (1. magyar szinkron)                                   | Andrew                   | 1992        |
| 1984 | Broadway Danny Rose                                                             | Danny Rose               | 1986        |
| 1986 | Hannah és nővérei (első-két magyar szinkron)                                    | Mickey                   | 1987        |
| 1986 | Hannah és nővérei (első-két magyar szinkron)                                    | Mickey                   | 2001        |
| 1987 | A rádió aranykora                                                               | Narrátor (hang)          | 1988        |
| 1987 | Mister Manhattan (hangalámondás)                                                | Woody Allen              | 1989        |
| 1989 | Bűnök és vétkek (2. magyar szinkron)                                            | Cliff Stern              | 2001        |
| 1989 | New York-i történetek                                                           | Sheldon                  | 1989        |
| 1991 | Árnyékok és köd (2. magyar szinkron)                                            | Kleinman                 | 2002        |
| 1995 | Hatalmas Aphrodite                                                              | Lenny                    | 1998        |
| 1997 | Agyament Harry (módosított magyar szinkron)                                     | Harry Block              | 2000        |
| 1999 | A világ második legjobb gitárosa                                                | Woody Allen              | 2001        |
| 2000 | Süti, nem süti (2. magyar szinkron)                                             | Ray                      | 2003        |
| 2001 | A Jade Skorpió átka                                                             | CW Briggs                | 2003        |
| 2002 | Holly Woody történet                                                            | Val                      | 2003        |
| 2003 | Csak az a szex                                                                  | David Dobel              | 2004        |

## Rendezései
- Szembesítés (1966)
- Időváltozás (1967)
- Egyperces novellák (1976)
- Késő őszi esti órán (1977)
- Oroszlánszáj (1980)
- Nagyúri mesterség (1983)

## Nagylemezei
- Kern (1985)
- Ez van! (1990)
- Engem vársz! (1998, Leonard Cohen-dalok magyarul, Fábri Péter fordításában))
- Mi van velem? (1999)
- Üvegtigris és üveggyöngy (2000)
- Khernádi (Hernádi Judittal, 2001)
- A Lövölde tértől a Szardíniáig (válogatás, 2002)
- Semmi baj… (2010)

## Művei
- Elfogtunk egy levelet. Heti Hetes és a többiek; Glória–Jószöveg Műhely, Bp., 2002
- Bárdos András: Kern András. Ezt nem lehet leírni!; XXI. Század, Bp., 2012

## CD, hangoskönyvek
- Mario Vargas Llosa: Pantaleon és a hölgyvendégek
- Isaac Bashevish Singer: A halott hegedűs
- Lázár Ervin: A retemetesz
- Lázár Ervin: Mesék felnőtteknek
- J. K. Rowling: Harry Potter és a bölcsek köve
- J. K. Rowling: Harry Potter és a titkok kamrája
- Bohumil Hrabal: Sörgyári capriccio
- Charles Dickens: Karácsonyi ének
- Rejtő Jenő: A három testőr Afrikában
- Rejtő Jenő: A szőke ciklon
- Rejtő Jenő: Az elátkozott part
- Rejtő Jenő: Piszkos Fred, a kapitány
- Rejtő Jenő: Vesztegzár a Grand Hotelben
- Rejtő Jenő: Az elveszett cirkáló
- Rejtő Jenő: Az előretolt helyőrség
- Rejtő Jenő: A tizennégy karátos autó
- Rejtő Jenő: Az elátkozott part

## Hangjáték
- Szalay Lenke: Az új fiú (1959)
- Kästner, Erich: A repülő osztály (1961)
- Szjomuskin, Tyihon: A jégvilág Robinsonja (1962)
- Karlludvig Opitz: A bomba (1962)
- Schubert: Három a kislány (1962)
- Anna Graf: Az üvegbéka (1962)
- Darvas Anna: Pista, a feledékeny (1963)
- Nyikolaj Szlatnyikov: Jegy a Marsba (1963)
- Száva István: Az egri remete (1963)
- Peterdi Pál: "A titokzatos fekete kéz"... (1964)
- Kántor Zsuzsa: "Csalánba nem üt a mennykő" (1965)
- Kántor Zsuzsa: Az új lány (1965)
- Liszkay Tamás: Utazás Bitóniába (1965)
- Stendhal: A besanconi vádlott (1972)
- Bez, Helmut: Visszaút (1974)
- Kolozsvári Grandpierre Emil: Négy-öt magyar összehajol (1976)
- Vámos Miklós: Irónia (1976)
- A magyar humor és szatíra története: Elvújítók - nyelvújítók (1977)
- Sluckis, Mykolas: Nem veszett a mi kutyánk? (1977)
- Naughton, Bill: Késő éjjel a Watling Streeten (1977)
- Vámos Miklós: Mikulásvirág (1977)
- Déry Tibor: A félfülű (1978)
- Illyés Gyula: Beatrice apródjai (1978)
- Ismeretlen ismerősök - Hunyady Sándor (1978)
- Őrsi Ferenc: Legenda a kapitányról (1978)
- Pierre Boulle: Szerelem és nehézkedés (1979)
- Karinthy Frigyes: Gépek dzsungelje (1980)
- Feleki László: Világtörténeti panasziroda (1981)
- Vámos Miklós: Lehetne vallomás (1981)
- Mándy Iván: Lebontott világ (1984)
- Shaw, G. B.: Az orvos dilemmája (1985)
- Balázs Attila: Mont Blanc hava (1987)
- Horváth Péter: Hurrá! (1989)
- Josephson, Erland: Egy éj a svéd nyárban (1989)
- Szentkuthy Miklós: A rézmetszet életre kel (1991)
- Béres Attila: Nosztalgia Tours (1993)
- Vámos Miklós: Az ötödik felvonás (1993)
- Lét s nemlét, írók, irodalom - Cholnoky Viktor három jelenete (1995)

## Díjai, elismerései
- Hegedűs Gyula-emlékgyűrű (1976)
- Jászai Mari-díj (1978)
- Ajtay Andor-emlékdíj (1988, 2021)[30]
- Érdemes művész (1989)
- Karinthy-gyűrű (1995)
- A Magyar Köztársasági Érdemrend tisztikeresztje (1996)
- MSZOSZ-díj (1996)
- Színházi Fesztivál különdíja (1997)
- Kiváló művész (2003)
- Örökös tag a Halhatatlanok Társulatában (2003)
- Déri János-díj (2004)
- XIII. kerület díszpolgára (2005)
- Páger Antal-színészdíj (2007)
- Kossuth-díj (2007)
- Pro Urbe Budapest díj (2010)
- Harsányi Zsolt-díj (2012)
- Vígszínház-díj (2015, 2019)[31]
- Ruttkai Éva-emlékdíj (2020)[32]
- Arlecchino-díj (2023)[33]